# Hymenophyllum
El género Hymenophyllum son helechos reviviscentes, plantas vasculares con ciclo de vida haplodiplonte donde la alternancia de generaciones es bien manifiesta, con esporófito y gametófito multicelulares e independientes. Se les conoce también como helechos película, a lo cual alude también su nombre latino, debido a lo delgado de sus hojas o frondes, del griego hymen, que significa membrana y phyllon, que significa hojas, aludiendo a las láminas delgadísimas de estos helechos. Hay unas 250 especies. La mayoría de ellas son de zonas tropicales, pero también las hay de zonas templadas. En la laurisilva valdiviana se contabilizan 19 especies, 5 endémicas.

## Especies
- Hymenophyllum alveolatum, C.Chr.
- Hymenophyllum barbatum
- Hymenophyllum brachypus, Sodiro
- Hymenophyllum contractile, Sodiro
- Hymenophyllum cristatum, Hook. & Grev.
- Hymenophyllum cupressiforme Common Filmy Fern, Labill.
- Hymenophyllum demissum
- Hymenophyllum flabellatum, Labill.
- Hymenophyllum helicoideum, Sodiro
- Hymenophyllum megistocarpum, (Copel.) C.V.Morton
- Hymenophyllum moorei, Baker
- Hymenophyllum nanum, Sodiro
- Hymenophyllum refrondescens, Sodiro
- Hymenophyllum sodiroi, C.Chr. C.Chr.
- Hymenophyllum tenerum, Bosch
- Hymenophyllum trifidum, Hook. & Grev.
- Hymenophyllom wilsonii Hook.

## Fuente
- USDA, ARS, National Genetic Resources Program. GRIN. National Germplasm Resources Laboratory, Beltsville, Maryland. https://web.archive.org/web/20001031231350/http://www.ars-grin.gov/cgi-bin/npgs/html/genus.pl?5947 (6 de julio de 2008).

## Enlacexs externos
- Wikimedia Commons alberga una categoría multimedia sobre Hymenophyllum.

- Datos: Q587453
- Multimedia: Hymenophyllum / Q587453
- Especies: Hymenophyllum